# Shine On (Pink Floyd)
Shine On è un box-set del gruppo musicale britannico Pink Floyd, pubblicato nel 1992, in occasione del loro 25º anniversario.

## Storia
Durante lo show radiofonico Rockline il batterista dei Pink Floyd, Nick Mason, annunciò l'uscita di un box il cui titolo provvisorio era The Big Bong Theory. La scritta "The Big Bongo Theory" si può leggere tra le lettere che circoscrivono il cerchio dello stemma caratteristico della raccolta, sulla destra insieme ai titoli degli album inclusi. Dal 2007 è fuori produzione perché sostituito da Oh, by the Way. Nel 2009 è stato pubblicato un doppio CD (e un DVD) dal titolo Shine On Live, che comprende le tracce già presenti nel film Delicate Sound of Thunder.

## Contenuto
- A Saucerful of Secrets
- Meddle
- The Dark Side of the Moon
- Wish You Were Here
- Animals
- The Wall (doppio album)
- A Momentary Lapse of Reason
- The Early Singles (bonus CD non disponibile separatamente)